# Vasili Golován
Vasili Níkonovich Golován (del ruso: Василий Никонович Головань); Rayévskaya, Unión Soviética, 24 de febrero de 1924-Zvala, República Eslovaca, 18 de octubre de 1944) fue un sargento del Ejército Rojo de Obreros y Campesinos de la Unión Soviética que participó en la Gran Guerra Patria. Héroe de la Unión Soviética (1945).

## Biografía
Nació el 24 de febrero de 1924 en Rayévskaya, en el krai del Sudeste de la Unión Soviética (actual krai de Krasnodar), en el seno de una familia campesina de etnia rusa. Recibió la enseñanza primaria y empezó a trabajar en el koljós. Fue llamado al servicio en el Ejército Rojo en abril de 1942. Participó en los combates en el Don, en la batalla de Stalingrado, en la liberación del Donbass, en la batalla del Dniéper y en la liberación del margen derecho de Ucrania. En octubre de 1944 estaba al mando de una sección del 327º Regimiento de la 128.ª División de Infantería de Montaña de la Guardia del 1.er Ejército de la Guardia del Cuarto Frente Ucraniano.
Su regimiento fue enviado en apoyo de la insurrección nacional eslovaca en otoño de 1944. Una de las primeras acciones en las que se distinguió fue en la liberación del pueblo de Habura, en el que eliminó a tres soldados enemigos, tomando siete prisioneros. El contraataque germano y eslovaco colaboracionista fracasó. El 14 de octubre participó en la liberación del pueblo de Zvala (actualmente bajo las aguas del embalse de Starina), al norte de la ciudad de Snina. El comandante del regimiento fue herido mortalmente en esta acción y Golován lo reemplazó, defendiendo la localidad del superior contraataque enemigo durante trece horas, causando importantes bajas entre las filas y la oficialidad alemana (unos cuarenta soldados y oficiales). Golován y sus tropas tomaron la ofensiva, forzando a los alemanes a retirarse, al precio de su vida. Fue enterrado en Zvala

## Condecoraciones y homenaje
Por decreto del Presidium del Sóviet Supremo de la Unión Soviética del 24 de marzo de 1945, por la "ejecución ejemplar del mando en las misiones de combate al frente de la lucha contra los invasores alemanes, el valor y el heroísmo demostrado", el sargento de la Guardia Vasili Golován, era condecorado póstumamente con el título de Héroe de la Unión Soviética. Fue asimismo condecorado con la Orden de Lenin, la Orden de la Estrella Roja, la Orden de la Gloria de 3.ª clase y otras medallas. Su nombre quedó permanente registrado en las listas del regimiento. Su nombre es llevado como homenaje por una escuela, que además tiene un busto que le representa, y una calle de su Rayévskaya natal.